# 藤本和子
藤本 和子（ふじもと かずこ、1939年 - ）は東京出身の、アメリカ文学翻訳家、随筆家。
本名、カズコ・F・グッドマン。夫は劇団黒テントの前身の「演劇センター68」の創設者の一人で、イリノイ大学の日本文学・演劇の教授のデイヴィッド・グッドマン。イリノイ州シャンペーン市在住。

## 略歴
早稲田大学政治経済学部卒業。大学時代、演劇研究会の女優だった。
卒業後、ノースウェスト航空に勤務。また、津野海太郎らとともに六月劇場の前身である独立劇場の設立メンバーとなった。1967年、渡米してニューヨークの日本領事館に勤務した後、イェール大学のドラマ・スクールで学ぶ。そこで、イェール大学の学生で滞日体験があったデイヴィッド・グッドマンと知り合い結婚。
帰国後、グッドマンらと、1969年から1973年まで、日本ではじめての英文の演劇雑誌である季刊『コンサーンド・シアター・ジャパン』（演劇センター68の機関誌）の編集に携わる（津野海太郎、山元清多、及部克人らも雑誌のスタッフだった）。のち、夫の帰国に従って再度渡米し、以降、アメリカで暮らしている。
なお、日本滞在により「自らのユダヤ性にめざめた」というグッドマンとともに、1977年ごろにイスラエルに滞在してヘブライ語を学習。その体験は著者「砂漠の教室」に描かれている。
最初に翻訳した作品はリチャード・ブローティガンの『アメリカの鱒釣り』。晶文社の編集者だった津野梅太郎に「きみやりなさい」と言われたのがきっかけだという。以来、ブローティガンの著作のほとんどを翻訳し、時として原文以上とも評されたその清新な訳文は、日本における翻訳文学の系譜の上で重要なものである。村上春樹、小川洋子、高橋源一郎、柴田元幸、岸本佐知子、アマデオ·アルボレーダ、マリス·アルボレーダ、ベス·コダマ、ケン·コダマといった数多くの作家・翻訳家に影響を与えた。
また、アメリカにおけるアフリカ系女性文学、アジア系女性文学を多数、翻訳・紹介している。
なお、村上春樹は柴田元幸との対談において、自身に影響を与えたアメリカ文学の翻訳文について、「藤本和子のリチャード・ブローティガンの翻訳」「飛田茂雄・浅倉久志のカート・ヴォネガットの翻訳」をあげている。

## 著作

### 単著
- 『砂漠の教室 イスラエル通信』 (河出書房新社） 1978
- 『塩を食う女たち聞書・北米の黒人女性』 (晶文社） 1982
- 『ペルーからきた私の娘』 (晶文社） 1984
- 『ブルースだってただの唄 黒人女性のマニフェスト』（朝日選書） 1986、ちくま文庫　2020
- 『イリノイ遠景近景』（新潮社） 1994、ちくま文庫　2022
- 『どこにいても、誰といても　異なる者たちとの共生』 (筑摩書房） 1996
- 『リチャード・ブローティガン』 (新潮社） 2002

### 共著
- 『着物自在』（鶴見和子共著、晶文社） 1993、ちくま文庫 2016
- 『〈聞書〉アフリカン・アメリカン文化の誕生 カリブ海域黒人の生きるための闘い』(シドニー・W・ミンツ共著、岩波書店） 2000

### 翻訳
- リチャード・ブローティガン
  - 『アメリカの鱒釣り』（Trout Fishing in America、晶文社） 1975、のち新潮文庫
  - 『ホークライン家の怪物』（The Hawkline Monster: A Gothic Western、晶文社） 1975
  - 『西瓜糖の日々』（In Watermelon Sugar、河出書房新社） 1975、のち河出文庫
  - 『芝生の復讐』（Revenge of the Lawn、晶文社） 1976、のち新潮文庫
  - 『ソンブレロ落下す ある日本小説』（Sombrero Fallout: A Japanese Novel、晶文社） 1976
  - 『ビッグ・サーの南軍将軍』（A Confederate General in Big Sur、河出書房新社） 1976、のち河出文庫
  - 『鳥の神殿』（Willard and His Bowling Trophies: A Perverse Mystery、晶文社） 1978
  - 『バビロンを夢見て 私立探偵小説1942年』（Dreaming of Babylon: A Private Eye Novel 1942、新潮社） 1978
  - 『東京モンタナ急行』（The Tokyo - Montana Express、晶文社） 1982
  - 『不運な女』（An Unfortunate Woman: A Journey、新潮社） 2005
  - 『エドナ・ウェブスターへの贈り物 - 故郷に残されていた未発表作品』（ホーム社） 2010
- ジェラード・コルビー・ジルグ
  - 『財閥デュポン アメリカの死の商人』（Dupont: Behind the Nylon Curtain、実業之日本社） 1975
- マックス・I・ディモント
  - 『ユダヤ人　神と歴史のはざまで』（Jews, God and History、朝日新聞社） 1977、のち朝日選書
- レニー・ブルース
  - 『やつらを喋りたおせ! レニー・ブルース自伝』（How to Talk Dirty and Influence People: The Autobiography of Lenny Bruce、晶文社） 1977
- マキシーン・ホン・キングストン
  - 『チャイナタウンの女武者』（The Woman Warrior、晶文社） 1978
  - 『アメリカの中国人』（China Men、晶文社） 1983、のち改題『チャイナ・メン』（新潮文庫・村上柴田翻訳堂） 2016
- エリーズ・サザランド
  - 『獅子よ藁を食め』（Let the Lion Eat Straw、朝日新聞社、女たちの同時代) 1981
- ヌトザケ・シャンゲ
  - 『死ぬことを考えた黒い女たちのために』（for colored girls who have considered suicide when the raibow is enuf (朝日新聞社、女たちの同時代） 1982
- トニ・モリスン
  - 『誘惑者たちの島』（Tar Baby、朝日新聞社） 1985
  - 『タール・ベイビー』（Tar Baby、早川書房） 1995
- ロス・トーマス
  - 『女刑事の死』（Briarpatch、早川書房） 1986、のちハヤカワ文庫
  - 『八番目の小人』（The Eighth Dwarf、ハヤカワ文庫） 1989
  - 『神が忘れた町』（The Fourth Durango、早川書房） 1990、のちハヤカワ文庫
  - 『黄昏にマックの店で』（Twilight at Mac's Place、早川書房） 1992、のちハヤカワ文庫
- アン・タイラー
  - 『夢見た旅』（Earthly Possessions、早川書房） 1987
- ウィリアム・J・コーニッツ
  - 『甦える警官』（Suspects、文春文庫） 1987
- ソル・スタイン
  - 『叛逆の衝動』（The Touch of Treason、文春文庫） 1989
- ローザ・ガイ
  - 『マイ・ラブ、マイ・ラブ! ある貧しい娘の恋物語』（My Love, My Love or The Peasant Girl、筑摩書房、プリマーブックス） 1989
- ルイーズ・アードリック
  - 『ビート・クイーン』（The Beet Queen、文藝春秋） 1990
- ジョー・ゴアズ
  - 『狙撃の理由』（Wolf Time、新潮文庫） 1990
- バリー・ハナ
  - 『Dr.レイ』（Ray、集英社） 1991
- バーバラ・ロガスキー
  - 『アンネ・フランクはなぜ殺されたか ユダヤ人虐殺の記録』（Smoke and Ashes: The Story of the Holocaust、岩波書店） 1992
- デイヴィッド・グッドマン・宮澤正典共著
  - 『ユダヤ人陰謀説 - 日本の中の反ユダヤと親ユダヤ』（Jews in the Japanese Mind、講談社） 1999
- レイチェル・ナオミ・リーメン
  - 『失われた物語を求めて キッチン・テーブルの知恵』（Kitchen Table Wisdom、中央公論新社） 2000
  - 『祖父の恵み 勇気と慰めと絆の物語』（My Grandfather's Blessing、中央公論新社） 2005
- ブルーノ・ムナーリ
  - 『闇の夜に』（河出書房新社） 2005、のち新装版 2017

### 編集
「女たちの同時代 北米黒人女性作家選」 全7巻 (朝日新聞社） 1981 - 1982
- 『青い目がほしい』（トニ・モリスン、大社淑子訳）
- 『獅子よ藁を食め』（エリーズ・サザランド、藤本和子訳）
- 『死ぬことを考えた黒いおんなたちのために』（ヌトザケ・シャンゲ、藤本和子訳）
- 『強き性、お前の名は』（ミシェル・ウォレス、矢島翠訳）
- 『メリディアン』（アリス・ウォーカー、高橋茅香子訳）
- 『真夜中の鳥たち』（メアリ・ヘレン・ワシントン、松岡和子訳）
- 『語りつぐ』（ゾラ・ニール・ハーストン,ルシル・クリフトン、中村輝子,青山誠子,小池美佐子,藤本和子共訳）